# Lorenzo Maggioni
Lorenzo Maggioni (Merate, 12 marzo 1984) è un arbitro di calcio italiano.

## Carriera
Appartiene alla sezione di Lecco dell'Associazione Italiana Arbitri. Manager di professione.
Diventa arbitro nella stagione 2002-2003. Dopo il classico iter nelle serie minori, nella stagione 2009-2010 approda alla Commissione Arbitri Interregionale (CAI) e in quella successiva alla Commissione Arbitri Nazionale di Serie D (CAN D) dove rimane 4 anni. Nell'estate 2014 viene promosso nell'organico arbitrale della CAN PRO, il terzo campionato italiano.
L'esordio in Lega Pro avviene il 15 agosto 2014 nella gara di Coppa Italia tra Pordenone e Real Vicenza ed in campionato il 7 settembre 2014 nella gara Pro Piacenza-Forlì (3-0). L'ultima direzione in Serie C risale alla Semifinale Playoff di ritorno tra Catania e Siena del 10 giugno 2018, vinta dal club toscano ai tiri di rigore. Dopo 4 anni in Serie C e 68 direzioni ufficiali in terza serie, il 30 giugno 2018 viene promosso in CAN B dall'allora designatore Antonio Giannoccaro.
L'esordio assoluto nel campionato cadetto avviene il 2 settembre 2018 allo stadio Adriatico nella partita Pescara-Livorno (2-1) dopo aver già diretto il 5 agosto 2018 Cremonese-Pisa in Tim Cup. Con 11 direzioni in Serie B, il 4 aprile 2019 esordisce in Serie A nella gara tra Sassuolo e Chievo (4-0) valevole per l'11ª giornata di ritorno di Campionato.
Dal 2020 viene inserito nell'organico CAN A-B e arbitra sia in Serie A che in Serie B, con un bilancio complessivo di 7 direzioni in Serie A, 61 in Serie B e 4 in Coppa Italia.
Dalla stagione 2022-23 viene impegnato stabilmente nell'ambito di una collaborazione tra l'AIA e la Federazione Cipriota. Il 22 ottobre 2022 svolge il ruolo di VAR in Paphos-Omonia Nicosia, gara del massimo campionato locale, diretta dall'arbitro internazionale Andrea Colombo.. L'11 marzo 2023 coadiuva come VAR un altro arbitro Simone Sozza in Omonia Nicosia-APOEL Nicosia mentre il giorno seguente un arbitro cipriota in AEK Larnaca-Apollon Limassol. Entrambe le gare erano valide per i playoff del massimo campionato di Cipro.
L'ultimo match diretto in Italia in carriera è stato il 13 maggio 2023 tra Venezia-Perugia (3-2) mentre a livello internazionale il il 29 maggio 2023 ha arbitrato il match tra AEL Limassol-Doxa nella First Division del Campionato Cipriota, coadiuvato al VAR dall'italiano Juan Luca Sacchi. Il giorno successivo svolge inoltre il ruolo di VAR in Pafos-Apollon Limassol, diretta da Sacchi.
Il 3 luglio 2023 vengono rese note le sue dimissioni dall'organico CAN A-B come arbitro effettivo. L'11 luglio 2023 viene inserito nella lista dei Video Match Official (VMO) che svolgono la funzione di VAR per le gare di Serie A e Serie B.
Dalla stagione 2023-24 a oggi viene impegnato nei campionati nazionali di Serie A e Serie B ricoprendo il ruolo di VAR anche in due match di Uefa Europa Conference League oltre che in diverse gare del massimo campionato di Cipro.
Al termine della stagione 2024-25 nel ruolo di VMO nei campionati nazionali vanta un bilancio complessivo di 164 presenze di cui 51 in match di Serie A, 96 di Serie B, 9 di Coppa Italia e 8 nei Playoff di Serie C.